# Chrysops fascipennis
Chrysops fascipennis är en tvåvingeart som beskrevs av Macquart 1834. Chrysops fascipennis ingår i släktet Chrysops och familjen bromsar.
Artens utbredningsområde är Pennsylvania. Inga underarter finns listade i Catalogue of Life.